# J. Edward Bromberg
Joseph Edward Bromberg (Temesvár, 25 de dezembro de 1903 — Londres, 6 de dezembro de 1951) foi um ator americano.
Foi um dos incluídos na Lista Negra de Hollywood durante o Macartismo.

## Filmografia parcial
- 1936 - Sins of Man
- 1942 — Reunion in France
- 1944 — Voice in the Wind